# Kyndelsporre
Kyndelsporre (Chaenorhinum origanifolium) är en grobladsväxtart som först beskrevs av Carl von Linné, och fick sitt nu gällande namn av Vincenz Franz Kosteletzky. Enligt Catalogue of Life ingår Kyndelsporre i släktet småsporrar och familjen grobladsväxter, men enligt Dyntaxa är tillhörigheten istället släktet småsporrar och familjen grobladsväxter. Arten förekommer tillfälligt i Sverige, men reproducerar sig inte.

## Underarter
Arten delas in i följande underarter:
- C. o. origanifolium
- C. o. rodriguezii

## Bildgalleri

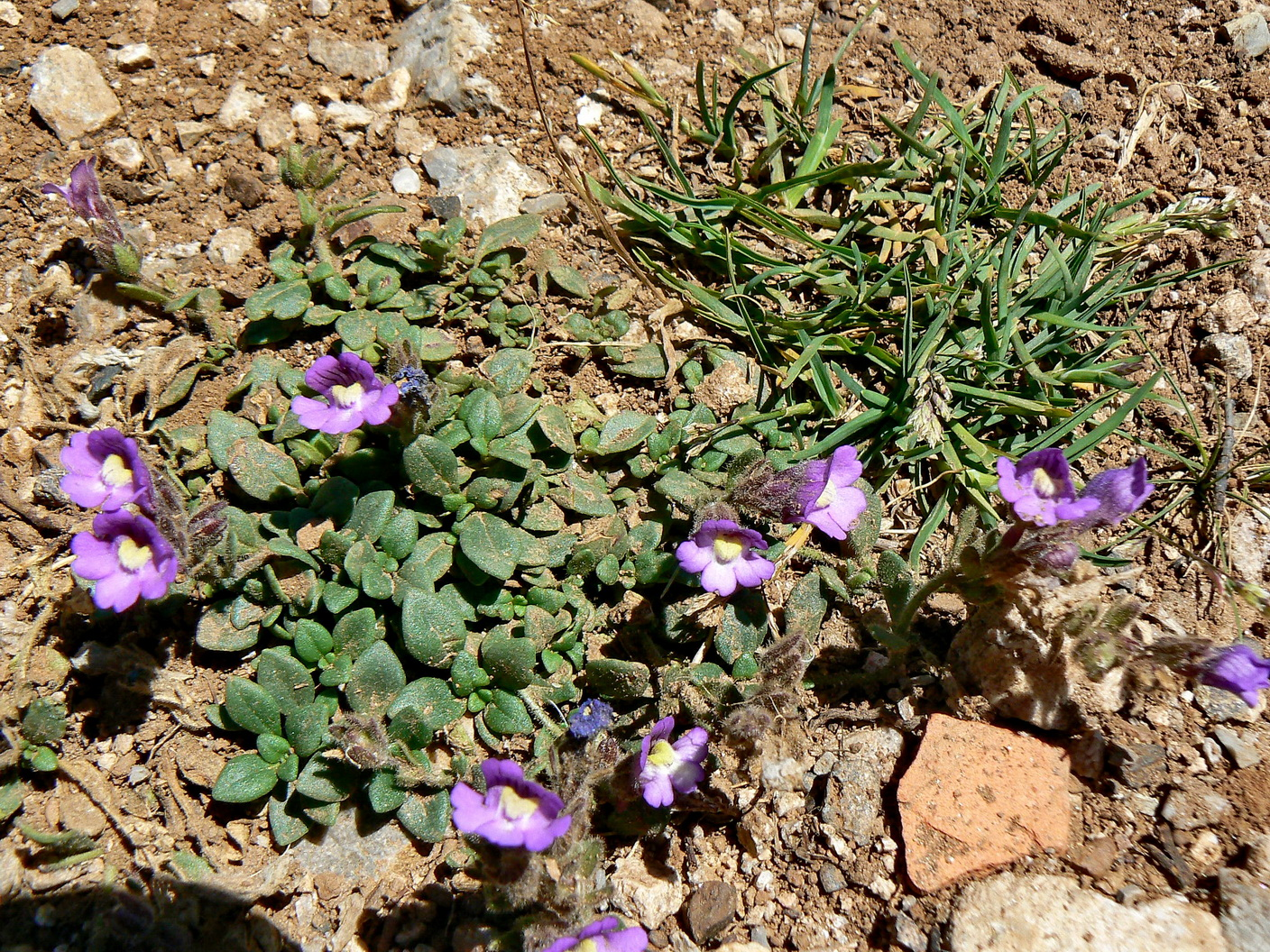
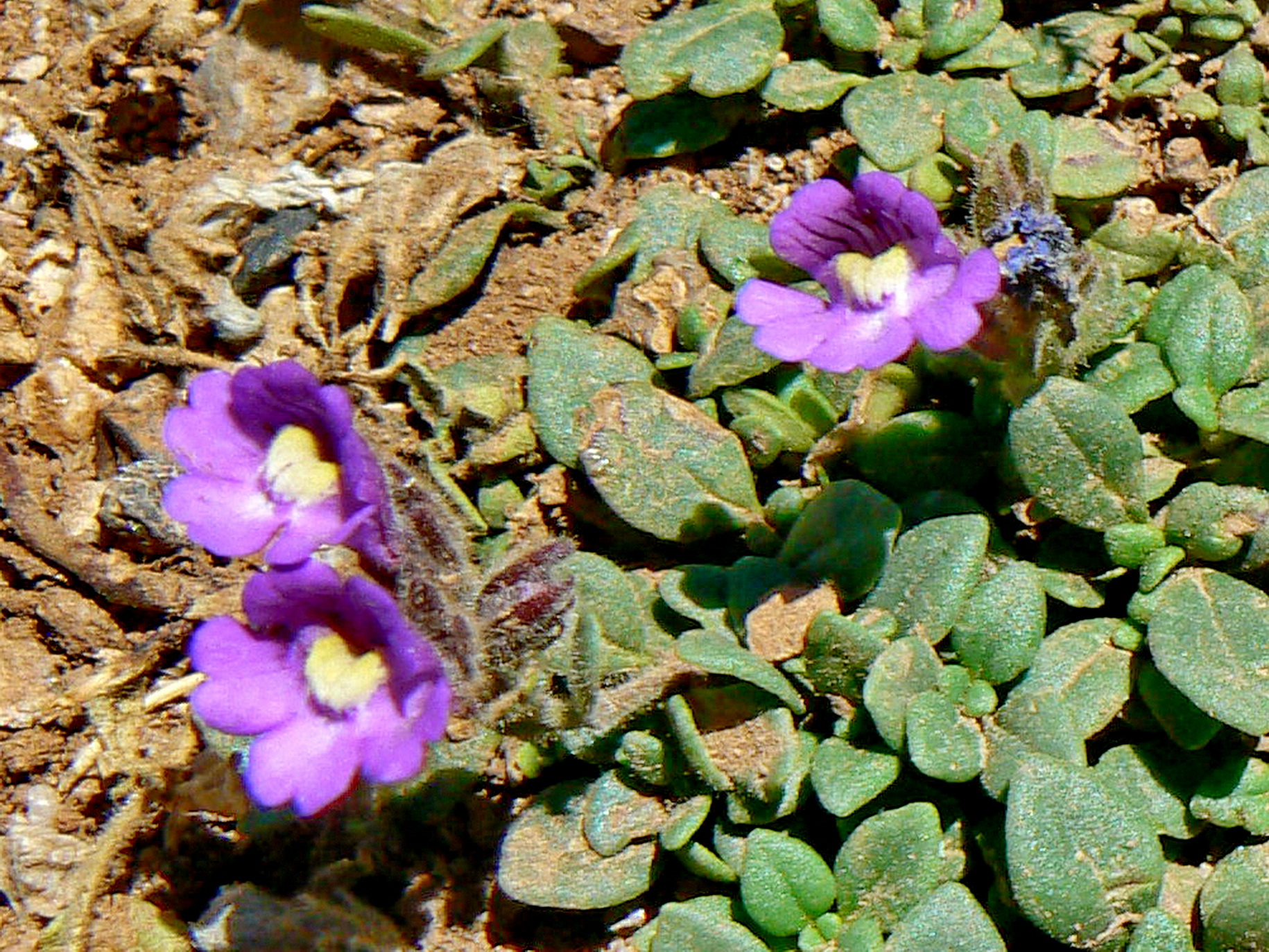
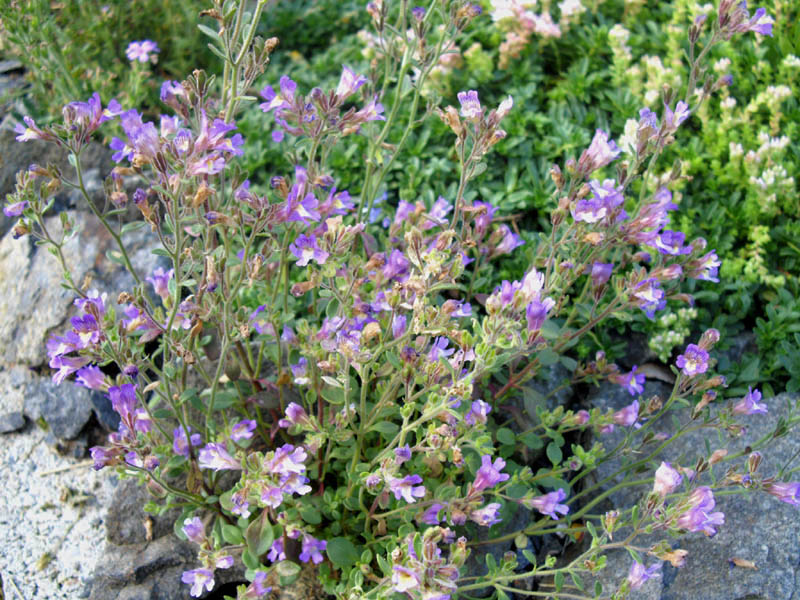
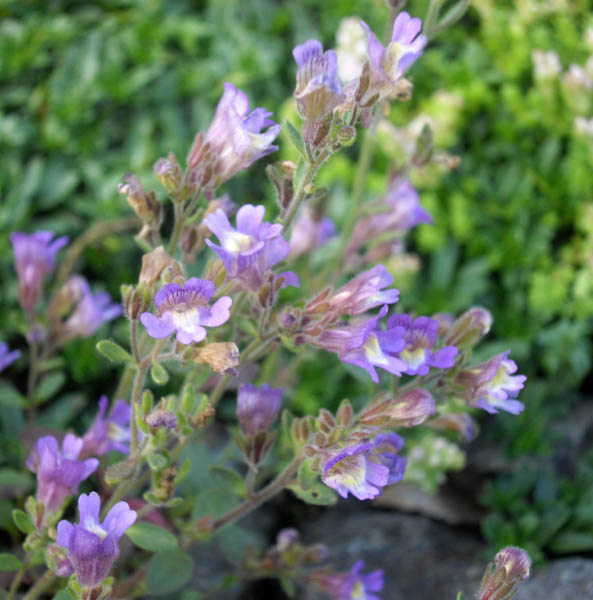
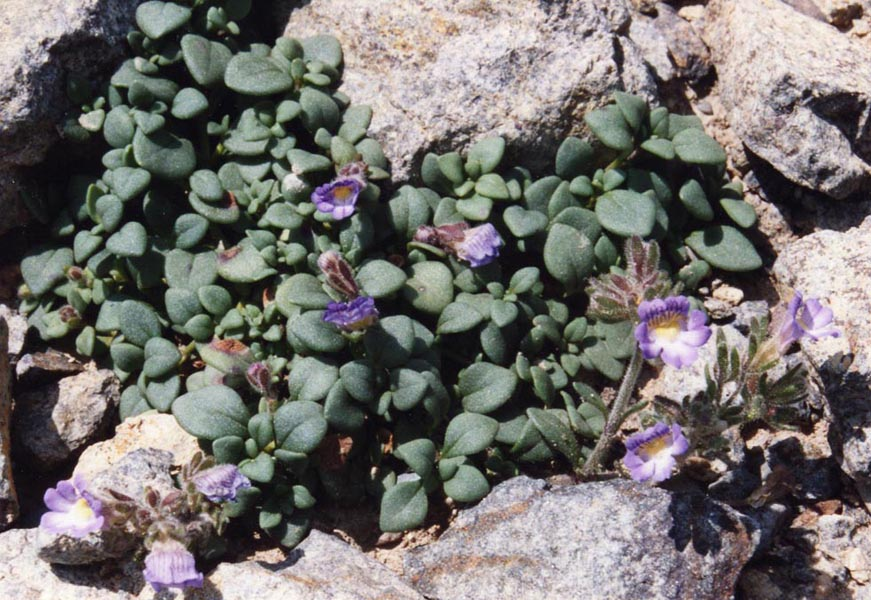
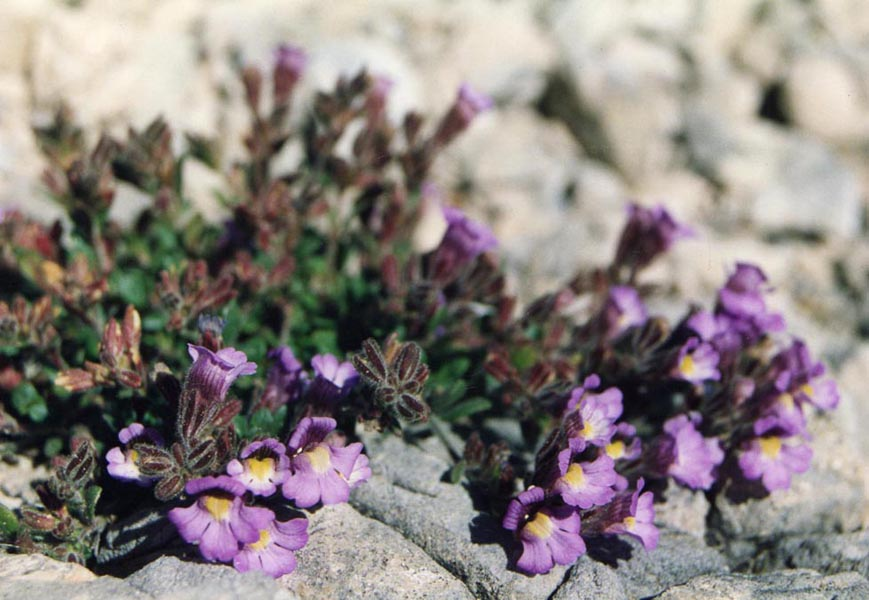